# Iñigo Barrenetxea García
Iñigo Barrenetxea García (nascut el 10 de gener de 1994) és un futbolista basc que juga com a migcampista ofensiu a l'Atlètic Club d'Escaldes.

## Carrera de club
Nascut a Bilbao, Biscaia, País Basc, Barrenetxea es va incorporar a la formació juvenil de l'Athletic Club el 2004. Alliberat l'any 2006, va acabar la seva carrera formativa amb el Danok Bat CF i posteriorment va tornar a l'Athletic l'estiu de 2013, sent destinat a l'equip filial CD Basconia de Tercera Divisió.
El 8 de juny de 2015 Barrenetxea va ser alliberat pels lleons, i posteriorment es va incorporar a l'equip filial de la SD Eibar, el CD Vitoria, però va passar tota la pretemporada amb el primer equip. Va debutar amb el seu primer equip i la primera divisió el 7 de novembre, substituint Gonzalo Escalante en una victòria a casa per 3-1 contra el Getafe CF.
El 8 d'agost de 2016, Barrenetxea va ser cedit al Sestao River Club de Segona Divisió B, amb un contracte d'una temporada. En tornar va deixar els Armeros i va fitxar pel club de quarta divisió Bermeo FT el 18 de novembre de 2017.
El desembre de 2017, Barrenetxea va passar al Zamudio SD, també de quarta divisió. El 24 d'agost següent es va incorporar al Lorca FC també a la mateixa categoria.